# Larra (Haute-Garonne)
Pour les articles homonymes, voir Larra.
Larra (Larrà en occitan) est une commune française située dans le nord du département de la Haute-Garonne, en région Occitanie.
Sur le plan historique et culturel, la commune est dans le pays de Rivière-Verdun, un petit pays d'élection de l'est de la Gascogne, à l'écart des grandes voies de communication, et s'étageant sur les terrasses de la rive gauche de la Garonne, entre la vallée de la Save et la Lomagne, et se prolongeant en Gascogne toulousaine. Exposée à un climat océanique altéré, elle est drainée par la Save, le ruisseau de Saint-Pierre et par divers autres petits cours d'eau. La commune possède un patrimoine naturel remarquable composé d'une zone naturelle d'intérêt écologique, faunistique et floristique.
Larra est une commune rurale qui compte 2 249 habitants en 2022, après avoir connu une forte hausse de la population depuis 1968. Elle fait partie de l'aire d'attraction de Toulouse. Ses habitants sont appelés les Larrassiens ou  Larrassiennes.
Le patrimoine architectural de la commune comprend un immeuble protégé au titre des monuments historiques : le château, inscrit en 1993.

## Géographie

### Localisation
La commune de Larra se trouve dans le département de la Haute-Garonne, en région Occitanie.
Elle se situe à 23 km à vol d'oiseau de Toulouse, préfecture du département, et à 16 km de Léguevin, bureau centralisateur du canton de Léguevin dont dépend la commune depuis 2015 pour les élections départementales.
La commune fait en outre partie du bassin de vie de Grenade.
Les communes les plus proches sont : 
Launac (4,1 km), Saint-Paul-sur-Save (4,5 km), Bretx (4,6 km), Montaigut-sur-Save (5,3 km), Saint-Cézert (5,6 km), Merville (5,7 km), Daux (5,9 km), Grenade (6,1 km).
Sur le plan historique et culturel, Larra fait partie du pays de Rivière-Verdun, un petit pays d'élection de l'est de la Gascogne sis à l'écart des grandes voies de communication. Ce territoire s'étage sur les terrasses de la rive gauche de la Garonne, entre la vallée de la Save et la Lomagne, et se prolonge plein est en Gascogne toulousaine.
Larra est limitrophe de sept autres communes.
Les communes limitrophes sont  Bretx, Grenade, Launac, Merville, Montaigut-sur-Save, Saint-Paul-sur-Save et Thil.
| Launac | Grenade             |                    |
| Thil   | Larra               | Merville           |
| Bretx  | Saint-Paul-sur-Save | Montaigut-sur-Save |

### Géologie et relief
La superficie de la commune est de 1 636 hectares ; son altitude varie de 110  à   181 mètres.

### Hydrographie

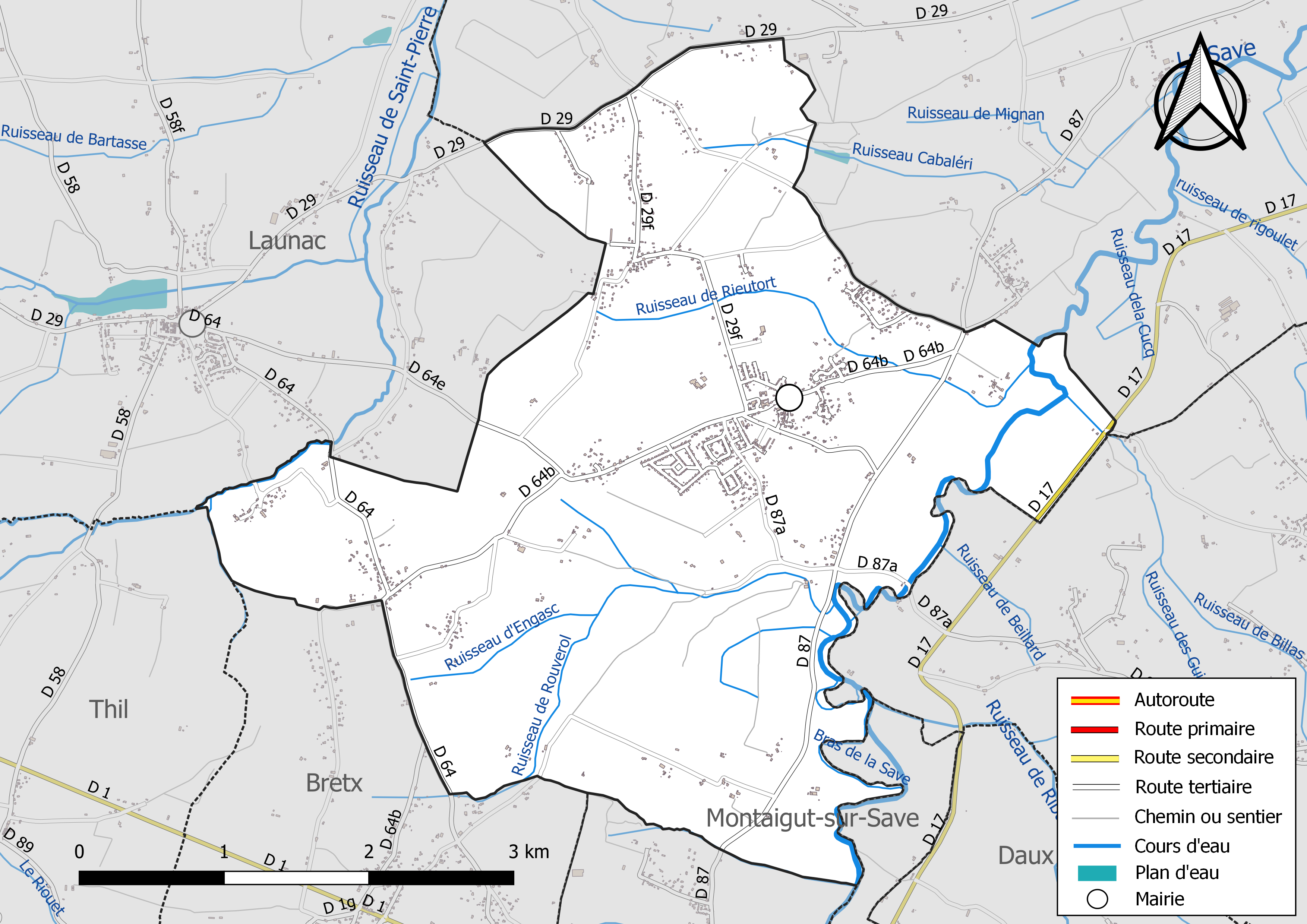
Réseaux hydrographique et routier de Larra.

La commune est dans le bassin de la Garonne, au sein du bassin hydrographique Adour-Garonne. Elle est drainée par la Save, le ruisseau de Saint-Pierre, divers bras de la Save, le ruisseau Cabaléri, le ruisseau d'Engasc, le ruisseau de Rieutort, le ruisseau de Rouverol, le ruisseau des Guinots, le ruisseau des Poujoulets et par divers petits cours d'eau, constituant un réseau hydrographique de 18 km de longueur totale,.
La Save, d'une longueur totale de 143 km, prend sa source dans la commune de Lannemezan (65) et s'écoule du sud-ouest vers le nord-est. Elle traverse la commune et se jette dans la Garonne à Grenade, après avoir traversé 46 communes.
Le ruisseau de Saint-Pierre, d'une longueur totale de 20,8 km, prend sa source dans la commune de Pelleport et s'écoule du sud-ouest vers le nord-est. Il traverse la commune et se jette dans le ruisseau de Marguestaud à Aucamville (82), après avoir traversé 8 communes.

### Climat
Pour des articles plus généraux, voir Climat de l'Occitanie et Climat de la Haute-Garonne.
En 2010, le climat de la commune est de type climat du Bassin du Sud-Ouest, selon une étude s'appuyant sur une série de données couvrant la période 1971-2000. En 2020, Météo-France publie une typologie des climats de la France métropolitaine dans laquelle la commune est exposée à un climat océanique altéré et est dans la région climatique Aquitaine, Gascogne, caractérisée par une pluviométrie abondante au printemps, modérée en automne, un faible ensoleillement au printemps, un été chaud (19,5 °C), des vents faibles, des brouillards fréquents en automne et en hiver et des orages fréquents en été (15 à 20 jours).
Pour la période 1971-2000, la température annuelle moyenne est de 13,4 °C, avec une amplitude thermique annuelle de 15,4 °C. Le cumul annuel moyen de précipitations est de 730 mm, avec 9,5 jours de précipitations en janvier et 5,6 jours en juillet. Pour la période 1991-2020, la température moyenne annuelle observée sur la station météorologique la plus proche, située sur la commune de Blagnac à 17 km à vol d'oiseau, est de 14,2 °C et le cumul annuel moyen de précipitations est de 627,0 mm,. Pour l'avenir, les paramètres climatiques de la commune estimés pour 2050 selon différents scénarios d'émission de gaz à effet de serre sont consultables sur un site dédié publié par Météo-France en novembre 2022.

### Milieux naturels et biodiversité

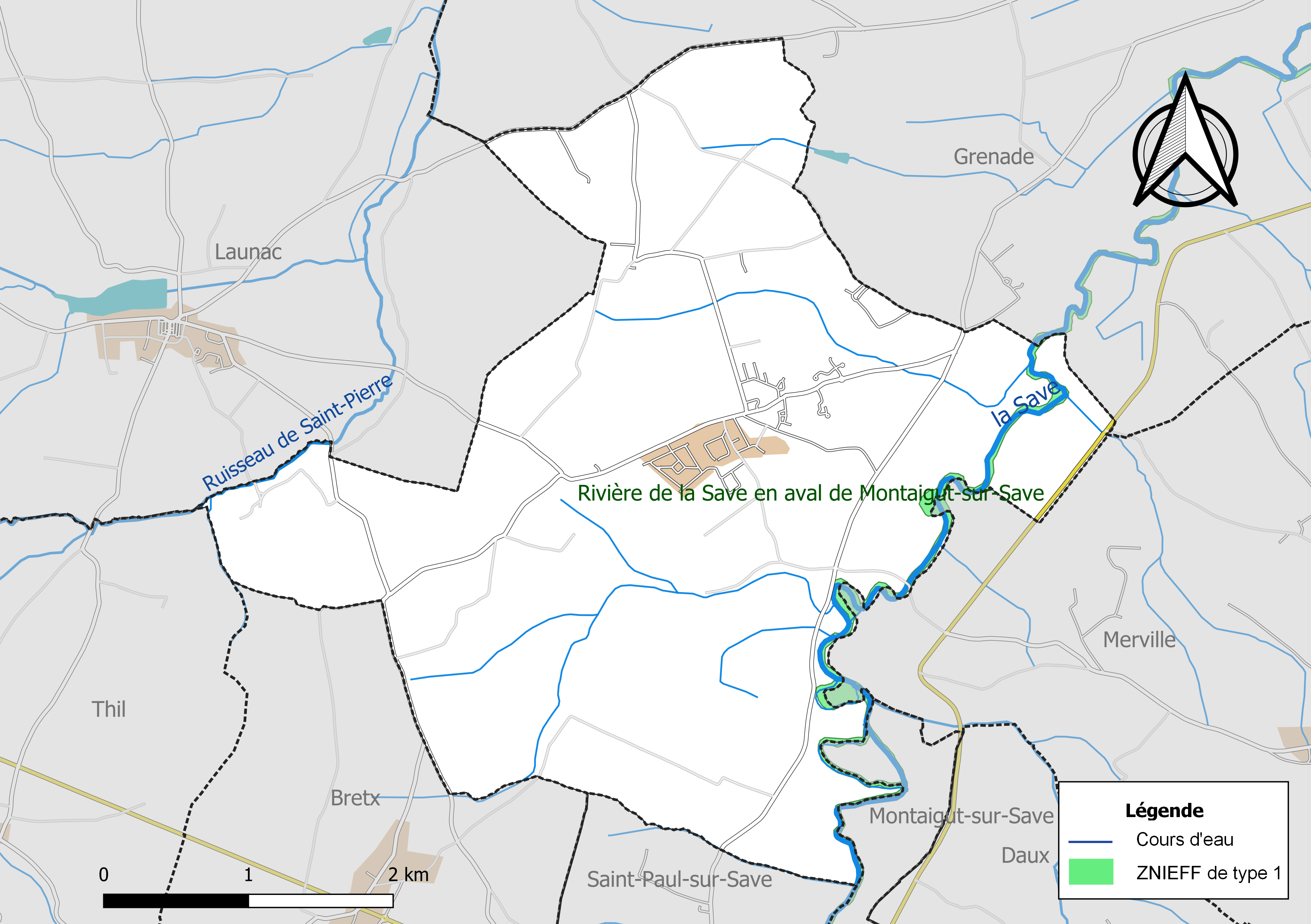
Carte de la ZNIEFF de type 1 localisée sur la commune.

L’inventaire des zones naturelles d'intérêt écologique, faunistique et floristique (ZNIEFF) a pour objectif de réaliser une couverture des zones les plus intéressantes sur le plan écologique, essentiellement dans la perspective d’améliorer la connaissance du patrimoine naturel national et de fournir aux différents décideurs un outil d’aide à la prise en compte de l’environnement dans l’aménagement du territoire.
Une ZNIEFF de type 1 est recensée sur la commune :
la « rivière de la Save en aval de Montaigut-sur-Save » (94 ha), couvrant 6 communes dont cinq dans la Haute-Garonne et une dans le Tarn-et-Garonne.

## Urbanisme

### Typologie
Au 1er janvier 2024, Larra est catégorisée commune rurale à habitat dispersé, selon la nouvelle grille communale de densité à sept niveaux définie par l'Insee en 2022.
Elle est située hors unité urbaine. Par ailleurs la commune fait partie de l'aire d'attraction de Toulouse, dont elle est une commune de la couronne,. Cette aire, qui regroupe 527 communes, est catégorisée dans les aires de 700 000 habitants ou plus (hors Paris),.

### Occupation des sols
L'occupation des sols de la commune, telle qu'elle ressort de la base de données européenne d’occupation biophysique des sols Corine Land Cover (CLC), est marquée par l'importance des territoires agricoles (79,7 % en 2018), en diminution par rapport à 1990 (88,1 %). La répartition détaillée en 2018 est la suivante : 
terres arables (56,6 %), zones agricoles hétérogènes (23,1 %), forêts (11,8 %), zones urbanisées (8,5 %). L'évolution de l’occupation des sols de la commune et de ses infrastructures peut être observée sur les différentes représentations cartographiques du territoire : la carte de Cassini (XVIIIe siècle), la carte d'état-major (1820-1866) et les cartes ou photos aériennes de l'IGN pour la période actuelle (1950 à aujourd'hui).

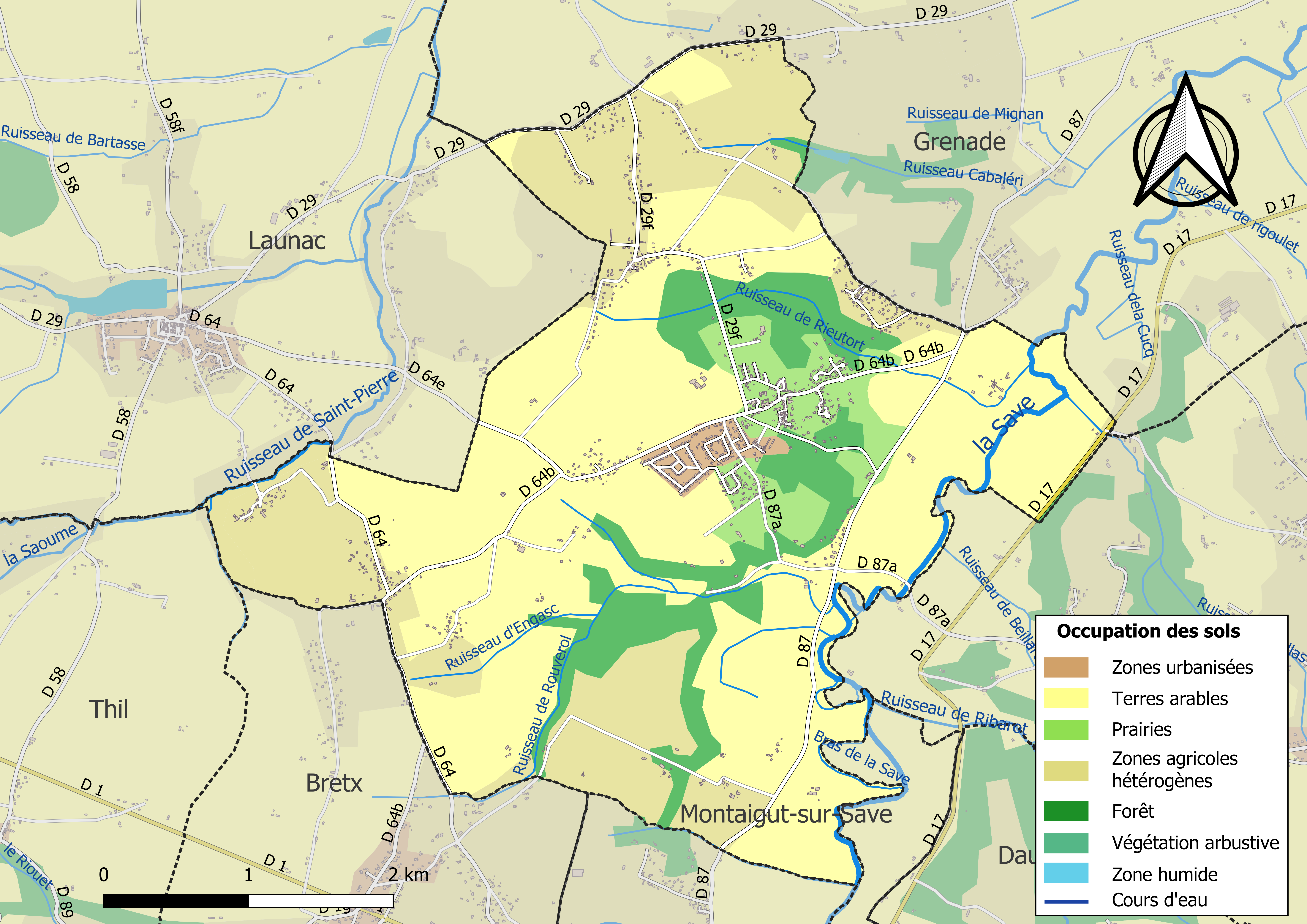
Carte des infrastructures et de l'occupation des sols de la commune en 2018 (CLC).

### Lieux-dits ou hameaux
Cantegril, Bordé Vieille, Bellots, Le Clos, Bramayré, Les Balaguas, Beillard.

### Voies de communication et transports
La ligne 326 du réseau Arc-en-Ciel relie la commune à la gare de Castelnau-d'Estrétefonds, en correspondance avec des TER Occitanie vers Toulouse-Matabiau, la ligne 362 relie la commune à la gare routière de Toulouse depuis Launac, et la ligne 372 relie la commune à la gare routière de Toulouse également.
La gare la plus proche est la gare de Castelnau-d'Estrétefonds, sur la ligne de Bordeaux à Sète, desservie par des TER Occitanie. L'aéroport le plus proche est l'aéroport Toulouse-Blagnac.

### Risques majeurs
Le territoire de la commune de Larra est vulnérable à différents aléas naturels : météorologiques (tempête, orage, neige, grand froid, canicule ou sécheresse), inondations et séisme (sismicité très faible). Un site publié par le BRGM permet d'évaluer simplement et rapidement les risques d'un bien localisé soit par son adresse soit par le numéro de sa parcelle.
Certaines parties du territoire communal sont susceptibles d’être affectées par le risque d’inondation par débordement de cours d'eau, notamment le ruisseau de Saint-Pierre. La commune a été reconnue en état de catastrophe naturelle au titre des dommages causés par les inondations et coulées de boue survenues en 1982, 1999, 2000, 2003, 2009 et 2013,.

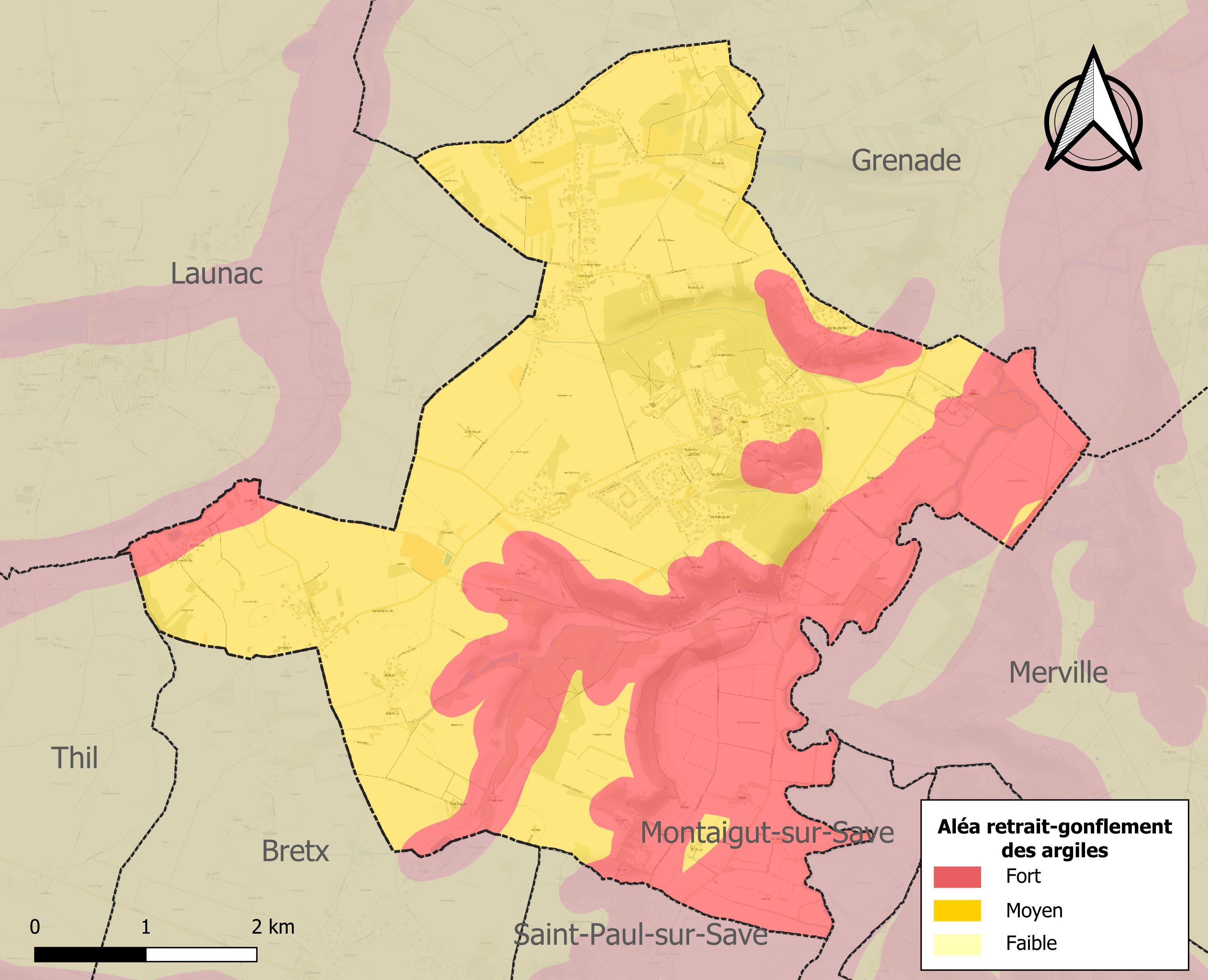
Carte des zones d'aléa retrait-gonflement des sols argileux de Larra.

Le retrait-gonflement des sols argileux est susceptible d'engendrer des dommages importants aux bâtiments en cas d’alternance de périodes de sécheresse et de pluie. La totalité de la commune est en aléa moyen ou fort (88,8 % au niveau départemental et 48,5 % au niveau national). Sur les 670 bâtiments dénombrés sur la commune en 2019, 670 sont en aléa moyen ou fort, soit 100 %, à comparer aux 98 % au niveau départemental et 54 % au niveau national. Une cartographie de l'exposition du territoire national au retrait gonflement des sols argileux est disponible sur le site du BRGM,.
Par ailleurs, afin de mieux appréhender le risque d’affaissement de terrain, l'inventaire national des cavités souterraines permet de localiser celles situées sur la commune.
Concernant les mouvements de terrains, la commune a été reconnue en état de catastrophe naturelle au titre des dommages causés par la sécheresse en 1989, 1992, 1998, 2003, 2008, 2011 et 2016 et par des mouvements de terrain en 1999.

## Histoire
Commune créée en 1955 par découpage de la commune de Grenade.
La présence humaine daterait de + 400 000 ans avant notre ère, d'après les découvertes sur le site larrassien,,
Larra fut un hameau de Grenade jusqu’en 1955. Le 18 juin 1955 le village devint administrativement indépendant sous l’impulsion de Maurice Pontich. Celui-ci devint le premier  maire du village ; la place de l’église porte désormais son nom.
De 1955 à 2004, la mairie occupa les locaux de l’ancienne école publique, construite en 1882, et qui accueille aujourd’hui la maison des associations. Depuis 2004, la Mairie se situe dans l’ancien presbytère,  construit en 1856,.
Larra a été frappé le 25 septembre 1999 par un phénomène météorologique exceptionnel : un orage a en effet généré des rafales de vent dignes des tornades, et elles furent estimées à plus de 160 km/h. De très nombreux dégâts ont affecté le village et les alentours, et il fallut plus d'un mois pour tout remettre à niveau.

## Politique et administration

### Administration municipale
Le nombre d'habitants au recensement de 2017 étant compris entre 1 500 habitants et 2 499 habitants, le nombre de membres du conseil municipal pour l'élection de 2020 est de dix-neuf,.

### Rattachements administratifs et électoraux
Commune faisant partie de la cinquième circonscription de la Haute-Garonne, de la communauté de communes des Hauts Tolosans et du canton de Léguevin (avant le redécoupage départemental de 2014, Larra faisait partie de l'ex-canton de Grenade) et avant le 1er janvier 2017 de la communauté de communes de Save et Garonne.

### Liste des maires
| Période                                  | Période   | Identité         | Étiquette | Qualité                                                                                |
| ---------------------------------------- | --------- | ---------------- | --------- | -------------------------------------------------------------------------------------- |
| août 1955                                | 1979      | Maurice Pontich  |           | Premier maire de la commune                                                            |
| 1979                                     | mars 1989 | André Daries     |           |                                                                                        |
| mars 1989                                | juin 1995 | Pierre Roux      |           |                                                                                        |
| juin 1995                                | mars 2001 | Elisabeth Pain   |           | Ancienne adjointe au maire                                                             |
| mars 2001                                | mars 2014 | André Saint-Paul | DVG       |                                                                                        |
| mars 2014                                | mai 2020  | Gérard Janer     | DVG       | Retraité                                                                               |
| mai 2020                                 | En cours  | Jean-Louis Moign | DVG       | Cadre de la fonction publique 11e vice-président de la CC des Hauts Tolosans (2020 → ) |
| Les données manquantes sont à compléter. |           |                  |           |                                                                                        |

## Population et société

### Démographie
L'évolution du nombre d'habitants est connue à travers les recensements de la population effectués dans la commune depuis 1962. Pour les communes de moins de 10 000 habitants, une enquête de recensement portant sur toute la population est réalisée tous les cinq ans, les populations de référence des années intermédiaires étant quant à elles estimées par interpolation ou extrapolation. Pour la commune, le premier recensement exhaustif entrant dans le cadre du nouveau dispositif a été réalisé en 2006.

En 2022, la commune comptait 2 249 habitants, en évolution de +23,03 % par rapport à 2016 (Haute-Garonne : +8,02 %, France hors Mayotte : +2,11 %).
| 1962 | 1968 | 1975 | 1982 | 1990 | 1999  | 2006  | 2011  | 2016  |
| ---- | ---- | ---- | ---- | ---- | ----- | ----- | ----- | ----- |
| 325  | 324  | 348  | 674  | 955  | 1 131 | 1 350 | 1 464 | 1 828 |

| 2021  | 2022  | - | - | - | - | - | - | - |
| ----- | ----- | - | - | - | - | - | - | - |
| 2 181 | 2 249 | - | - | - | - | - | - | - |

| selon la population municipale des années : | 1968 | 1975 | 1982 | 1990 | 1999 | 2006 | 2009 | 2013 |
| Rang de la commune dans le département      | 197  | 206  | 147  | 127  | 126  | 125  | 124  | 121  |
| Nombre de communes du département           | 592  | 582  | 586  | 588  | 588  | 588  | 589  | 589  |

### Enseignement
Larra fait partie de l'académie de Toulouse.
La commune possède une école maternelle et une école élémentaire.

### Activités sportives
Complexe Sportif de Cavaillé où pratiquent le club de tennis, la pétanque, le badminton et le club de football, club hippique, bi-cross.

### Écologie et recyclage
La collecte et le traitement des déchets des ménages et des déchets assimilés ainsi que la protection et la mise en valeur de l'environnement se font dans le cadre de la communauté de communes de Save et Garonne.
En limite des communes de Grenade et de Launac, il existe une déchèterie intercommunale accessible aux habitants de la commune de Larra.

## Économie

### Revenus
En 2018  (données Insee publiées en septembre 2021), la commune compte 683 ménages fiscaux, regroupant 1 970 personnes. La médiane du revenu disponible par unité de consommation est de 25 410 € (23 140 € dans le département).

### Emploi
|                | 2008  | 2013  | 2018  |
| -------------- | ----- | ----- | ----- |
| Commune        | 6,6 % | 4,7 % | 7 %   |
| Département    | 7,7 % | 9,6 % | 9,3 % |
| France entière | 8,3 % | 10 %  | 10 %  |

En 2018, la population âgée de 15 à 64 ans s'élève à 1 287 personnes, parmi lesquelles on compte 79,8 % d'actifs (72,8 % ayant un emploi et 7 % de chômeurs) et 20,2 % d'inactifs,. Depuis 2008, le taux de chômage communal (au sens du recensement) des 15-64 ans est inférieur à celui de la France et du département.
La commune fait partie de la couronne de l'aire d'attraction de Toulouse, du fait qu'au moins 15 % des actifs travaillent dans le pôle,. Elle compte 182 emplois en 2018, contre 193 en 2013 et 146 en 2008. Le nombre d'actifs ayant un emploi résidant dans la commune est de 939, soit un indicateur de concentration d'emploi de 19,4 % et un taux d'activité parmi les 15 ans ou plus de 69,7 %.
Sur ces 939 actifs de 15 ans ou plus ayant un emploi, 121 travaillent dans la commune, soit 13 % des habitants. Pour se rendre au travail, 90,4 % des habitants utilisent un véhicule personnel ou de fonction à quatre roues, 1,9 % les transports en commun, 3,8 % s'y rendent en deux-roues, à vélo ou à pied et 3,9 % n'ont pas besoin de transport (travail au domicile).

### Activités hors agriculture

#### Secteurs d'activités
113 établissements sont implantés  à Larra au 31 décembre 2019. Le tableau ci-dessous en détaille le nombre par secteur d'activité et compare les ratios avec ceux du département,.
| Secteur d'activité                                                                                        | Commune | Commune | Département |
| Secteur d'activité                                                                                        | Nombre  | %       | %           |
| --- | ------- | ------- | ----------- |
| Ensemble                                                                                                  | 113     | 100 %   | (100 %)     |
| Industrie manufacturière, industries extractives et autres                                                | 11      | 9,7 %   | (5,7 %)     |
| Construction                                                                                              | 28      | 24,8 %  | (12 %)      |
| Commerce de gros et de détail, transports, hébergement et restauration                                    | 24      | 21,2 %  | (25,9 %)    |
| Information et communication                                                                              | 1       | 0,9 %   | (4,1 %)     |
| Activités financières et d'assurance                                                                      | 1       | 0,9 %   | (3,8 %)     |
| Activités immobilières                                                                                    | 4       | 3,5 %   | (4,2 %)     |
| Activités spécialisées, scientifiques et techniques et activités de services administratifs et de soutien | 22      | 19,5 %  | (19,8 %)    |
| Administration publique, enseignement, santé humaine et action sociale                                    | 11      | 9,7 %   | (16,6 %)    |
| Autres activités de services                                                                              | 11      | 9,7 %   | (7,9 %)     |

Le secteur de la construction est prépondérant sur la commune puisqu'il représente 24,8 % du nombre total d'établissements de la commune (28 sur les 113 entreprises implantées  à Larra), contre 12 % au niveau départemental.

#### Entreprises et commerces
Les cinq entreprises ayant leur siège social sur le territoire communal qui génèrent le plus de chiffre d'affaires en 2020 sont : 
- Messina Et Fils, travaux de plâtrerie (383 k€) ;
- Platrerie Rosa Samuel Pires - PRSP, travaux de plâtrerie (305 k€) ;
- Francois Vincent, travaux d'installation d'eau et de gaz en tous locaux (216 k€) ;
- Arboreo, services d'aménagement paysager (179 k€) ;
- Techni Plaq, travaux de plâtrerie (111 k€).

L'agriculture basée sur la culture de céréales (maïs, blé…) a encore une place importante mais tend à diminuer en faveur de zones résidentielles liées à la proximité de l'agglomération toulousaine.

### Agriculture
La commune est dans « les Vallées », une petite région agricole consacrée à la polyculture sur les plaines et terrasses alluviales qui s’étendent de part et d’autre des sillons marqués par la Garonne et l’Ariège. En 2020, l'orientation technico-économique de l'agriculture  sur la commune est la culture de céréales et/ou d'oléoprotéagineuses.
|               | 1988 | 2000 | 2010 | 2020 |
| ------------- | ---- | ---- | ---- | ---- |
| Exploitations | 28   | 26   | 18   | 13   |
| SAU (ha)      | 890  | 965  | 898  | 680  |

Le nombre d'exploitations agricoles en activité et ayant leur siège dans la commune est passé de 28 lors du recensement agricole de 1988  à 26 en 2000 puis à 18 en 2010 et enfin à 13 en 2020, soit une baisse de 54 % en 32 ans. Le même mouvement est observé à l'échelle du département qui a perdu pendant cette période 57 % de ses exploitations,. La surface agricole utilisée sur la commune a également diminué, passant de 890 ha en 1988 à 680 ha en 2020. Parallèlement la surface agricole utilisée moyenne par exploitation a augmenté, passant de 32 à 52 ha.

## Culture locale et patrimoine

### Lieux et monuments

#### Château de Larra
Le château est inscrit au titre des monuments historiques depuis 1993. Il fut dessiné par l'architecte Guillaume Cammas. Le parc du Château (XVIIIe siècle) est labellisé Jardins Remarquables.
Le château de Larra est une demeure de plaisance construite en 1743 pour Jean-François de Tournier Vaillac, Président à mortier au Parlement de Toulouse. L’édifice carré construit sur un plan à l’italienne a vingt-cinq mètres de côté. Il présente quatre façades identiques ornées d’un avant-corps central et de séries de neuf ouvertures sur deux niveaux. Le belvédère prévu dès la construction a été largement modifié par la suite. La disposition intérieure est composée de neuf carrés de taille égale. Les pièces de réception sont ornées de stucs du sculpteur Jean Loubeau ainsi que de cheminées et de fontaines de marbre. La rampe en fer forgé de l’escalier est une œuvre du maître-serrurier Bernard Ortet. Les salons sont ornés de toiles de scènes galantes inspirées d'œuvres de Boucher et de Watteau. Les jardins du château se composent de plates-bandes gazonnées avec des ornements de terre cuite et d’un parc boisé parcouru d’allées convergeant vers un rond-point central.

#### Église Notre-Dame
L’église de style néo-gothique date du XIXe siècle. La première pierre fut posée le 29 mai 1846 par le curé Julien Esparbié. La bénédiction fut célébrée le 17 mai 1861. Elle est placée sous le patronage de Notre-Dame de Larra et sous la protection de Saint Séverin. Il existe à Larra une dévotion ancienne pour ce Saint qui était évêque et dont la légende dit qu’il vint à Larra en l’an 480. Une église Saint-Séverin a d’ailleurs existé jusqu’en 1794 en bord de Save au hameau du même nom. Elle a totalement disparu. L’église Notre-Dame construite en brique et galets, a une nef unique avec un chœur en abside et deux chapelles de chaque côté. Elle est ornée d’un maître-autel de marbre, de trois tableaux, dont l’Assomption de Guillaume-Joseph Roques, et d’une Vierge à l’enfant du XVIIIe siècle. L’ensemble des vitraux fut réalisé par le maître-verrier toulousain Louis-Victor Gesta. Le clocher carré abrite trois cloches nommées Marie, Saint Séverin et Sainte Germaine.

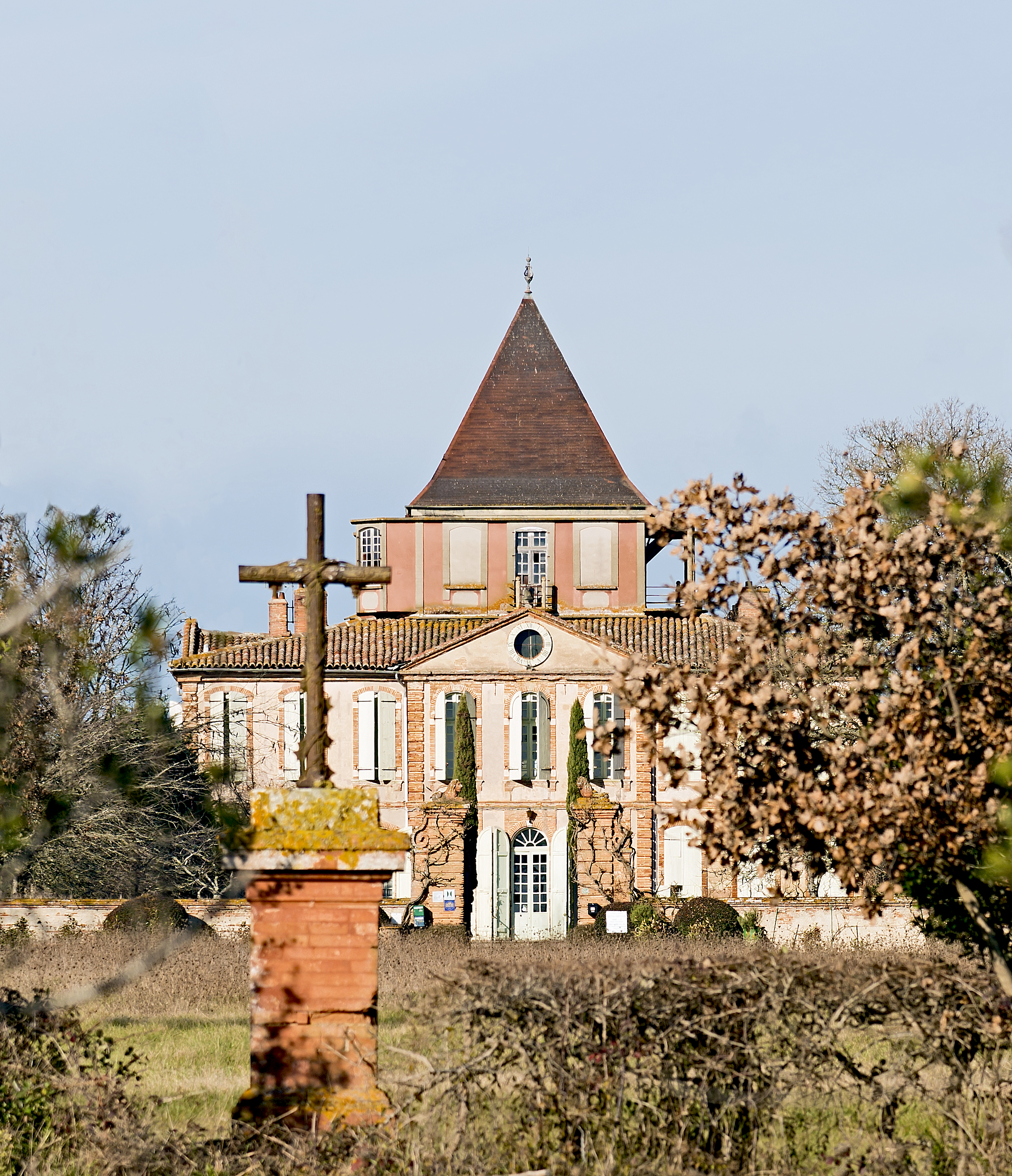
Le château de Larra
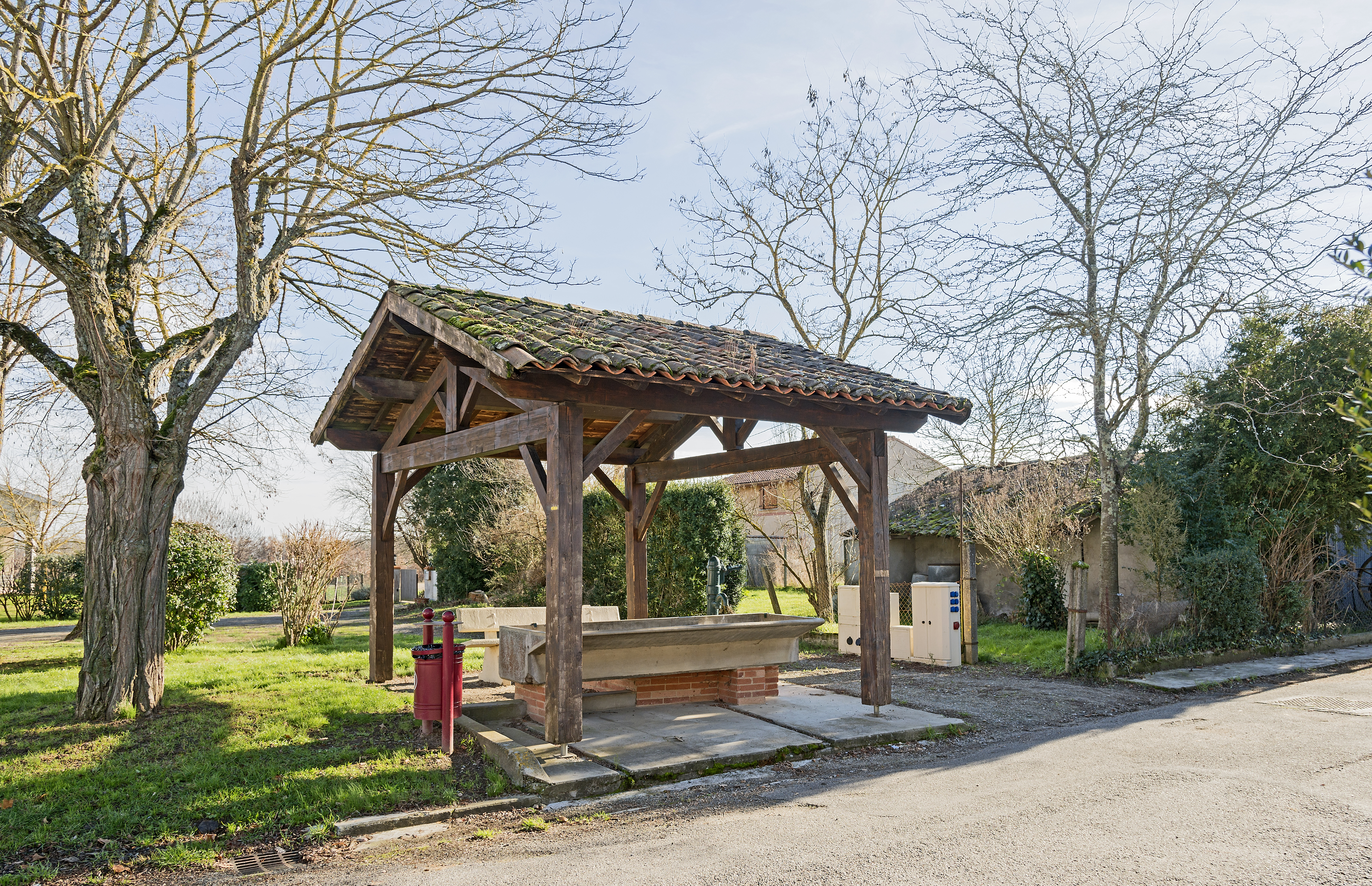
Le lavoir
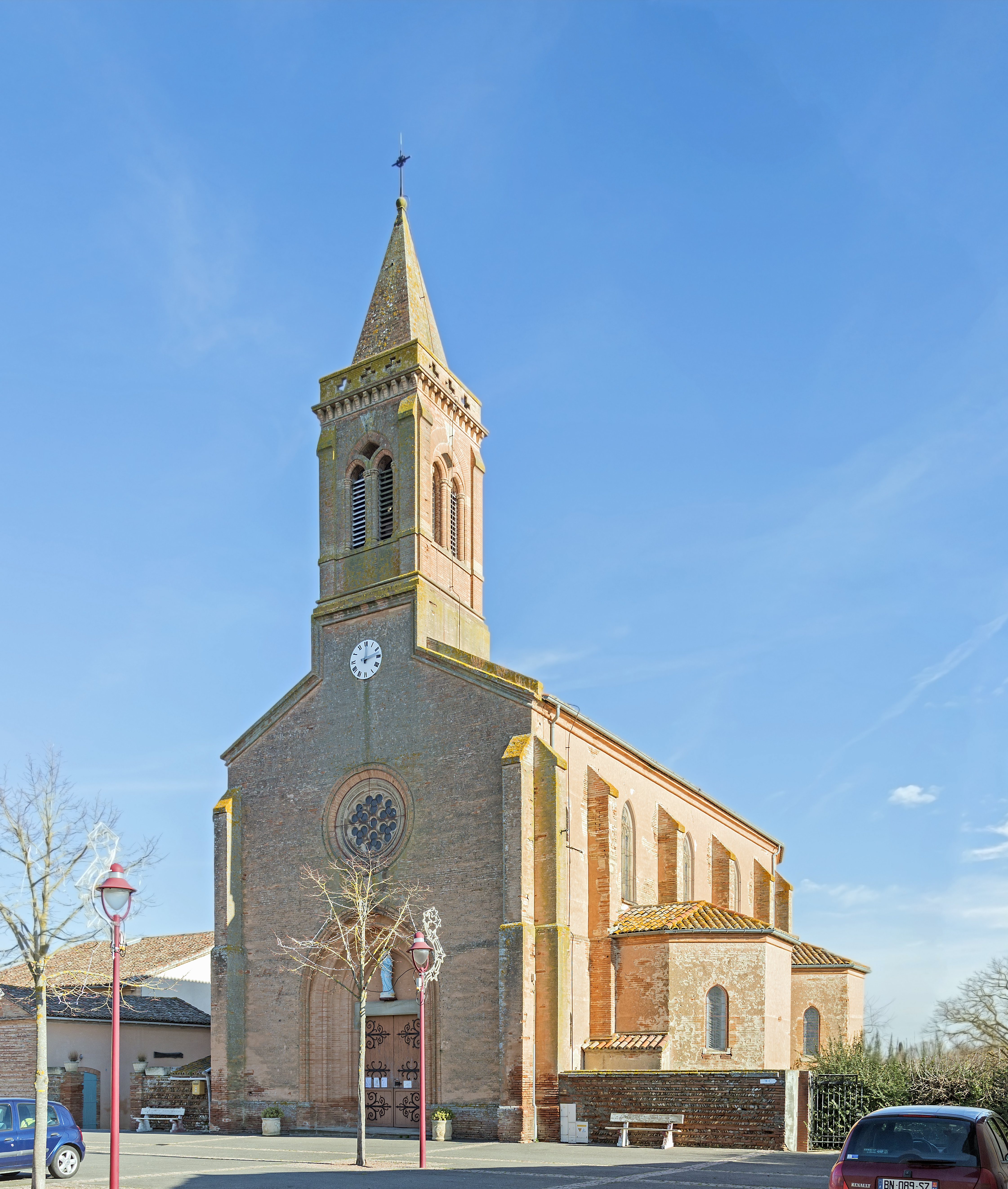
L'église Saint-Séverin

#### Ancien Presbytère
Construit en 1856. Il accueille la Mairie depuis 2004.

#### Zone Verte de Cavaillé
Situé au cœur du village, le domaine de Cavaillé se compose d'une zone verte et d’une zone de loisirs. La zone verte de Cavaillé est un espace naturel qui  s'étend sur 37 hectares dont un tiers de prairie arborée et deux tiers de forêt au sein de laquelle serpente un petit ruisseau, le Rieutort. La zone de loisirs est constituée de sentiers de découverte de la faune et la flore, d’un parcours sportif et de circuits de randonnée.

### Personnalités liées à la commune
- Louis-Victor Gesta

### Héraldique
| Larra | Son blasonnement est : Taillé : au premier d'azur à la crosse épiscopale d'or senestrée d'une gerbe de blé du même, au second d'azur également, semé de grains de froment et de fleurs de lys d'or ; à la cotice en barre d'or brochant sur la partition. |

## Pour approfondir